# Сташевский, Артур Карлович
Артур Карлович Сташевский (настоящая фамилия Гиршфельд, псевдонимы Верховский, Степанов; 24 декабря 1890 года, Митава — 21 августа 1937 года) — советский сотрудник спецслужб, государственный деятель. Второй директор (1932—1934) «Торгсина». Хорошо знал немецкий, французский, английский и польский языки. Глава объединенной (ИНО ВЧК — ОГПУ и РУ штаба РККА) Берлинской резидентуры. Один из первых военных разведчиков, награжденных орденом Красного знамени. Торговый представитель СССР в Испании (1936—1937). Необоснованно репрессирован и посмертно реабилитирован.

## Биография
Окончил экстерном четыре класса гимназии. С 1905 года был членом Социал-демократии Королевства Польского и Литвы. С 1908 по 1918 год был в эмиграции. Работал меховщиком-красильщиком на фабриках в Париже (1909-1914) и Лондоне (1914-1917)
В 1918 году приехал в Советскую Россию и вступил в РКП(б).
По заданиям «революционного правительства Литвы» работал в Двинске, Вильно, Ковно, где был арестован немцами, а потом выслан на другую сторону демаркационной линии.
Окончил Лефортовскую школу красных командиров (май 1918 — январь 1919), затем был начальником партизанского отряда, военкомом бригады 4-й стрелковой дивизии, комиссаром той же дивизии (1918-1919). В ноябре 1919 — апрель 1920 года был начальником агентурного отделения политотдела Реввоенсовета Западного фронта, в апреле — декабре 1920 года был начальником регистрационного (разведывательного) отдела штаба того же фронта под именем Артур Карлович Верховский.
С января 1921 года был руководителем берлинского центра Разведупра под прикрытием, а официально работал секретарем торгпредства РСФСР. С 1925 по 1926 год был членом правления «Совторгфлота». С 1926 по 1932 год работал заместителем председателя правления Пушногосторга и Союзпушнины. С декабря 1932 по август 1934 года был председателем правления «Торгсина». С августа 1934 по июнь 1937 года работал начальником Главпушнины Наркомата внешней торговли СССР.
С 1936 по 1937 год был торговым представителем СССР в Испании.
Арестован 8 июня 1937 года, 21 августа 1937 года расстрелян. Похоронен на Донском кладбище В 1956 году реабилитирован.

## Публикации
- «Экономика и организация международной пушной торговли» (1935)
- Основы выделки и крашения мехов [Текст] / А. К. Сташевский ; Всесоюз. науч.-исслед. ин-т пушно-мехового и охотпромыслового хозяйства «Главпушнина» НКВТ. — Москва ; Ленинград : Внешторгиздат, 1935.[7]